# Chapelle San Perteo de Lucciana
La chapelle San Perteo (ou parfois église San Parteo) de Lucciana est une ancienne chapelle de Corse.

## Historique
Le bâtiment de style roman date du XIIe siècle.
La chapelle est classée au titre des monuments historiques par arrêté du 12 juillet 1886, en même temps que la cathédrale Sainte-Marie-de-l'Assomption sur la même commune.

## Architecture
Elle dispose d'une abside semi-circulaire.

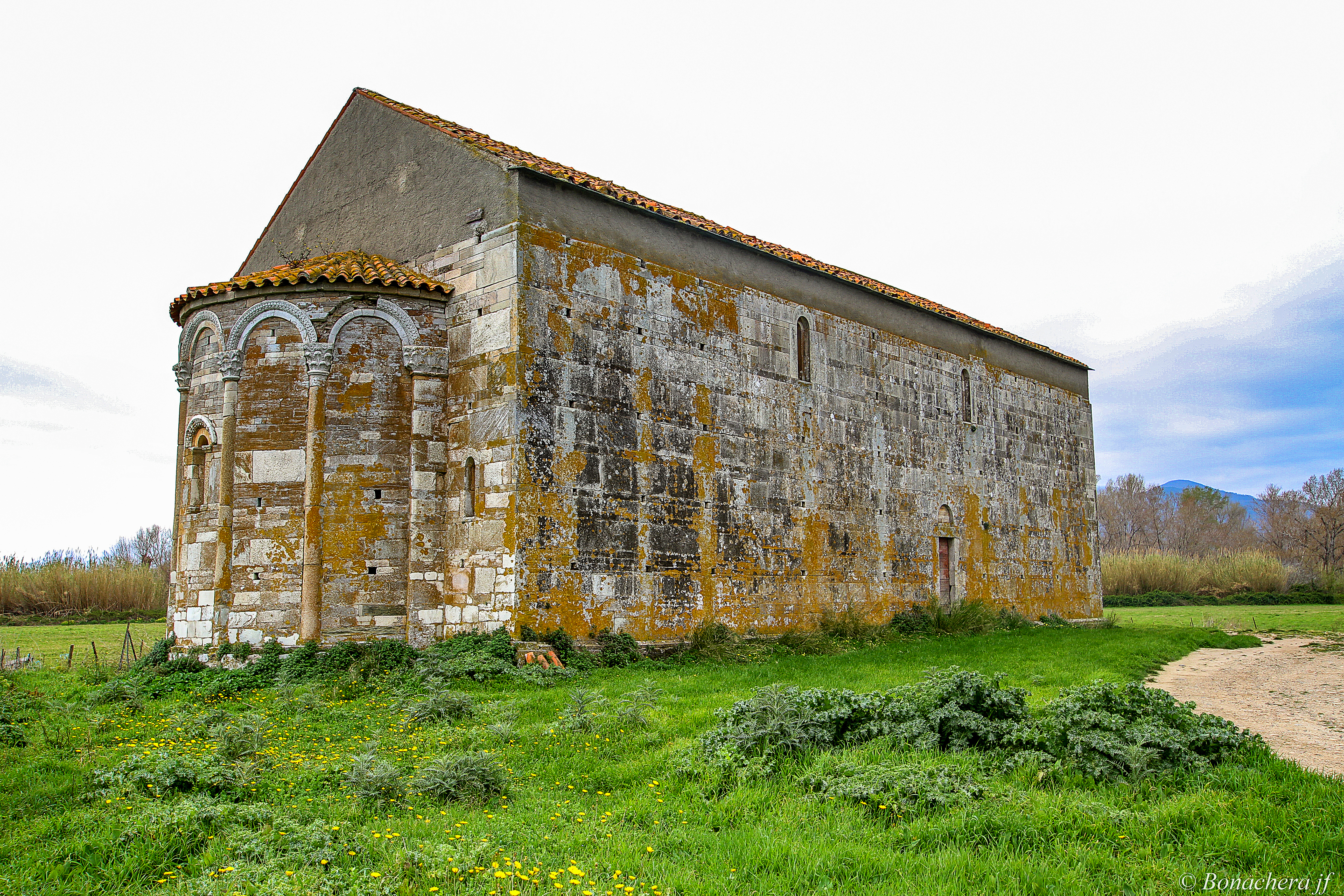
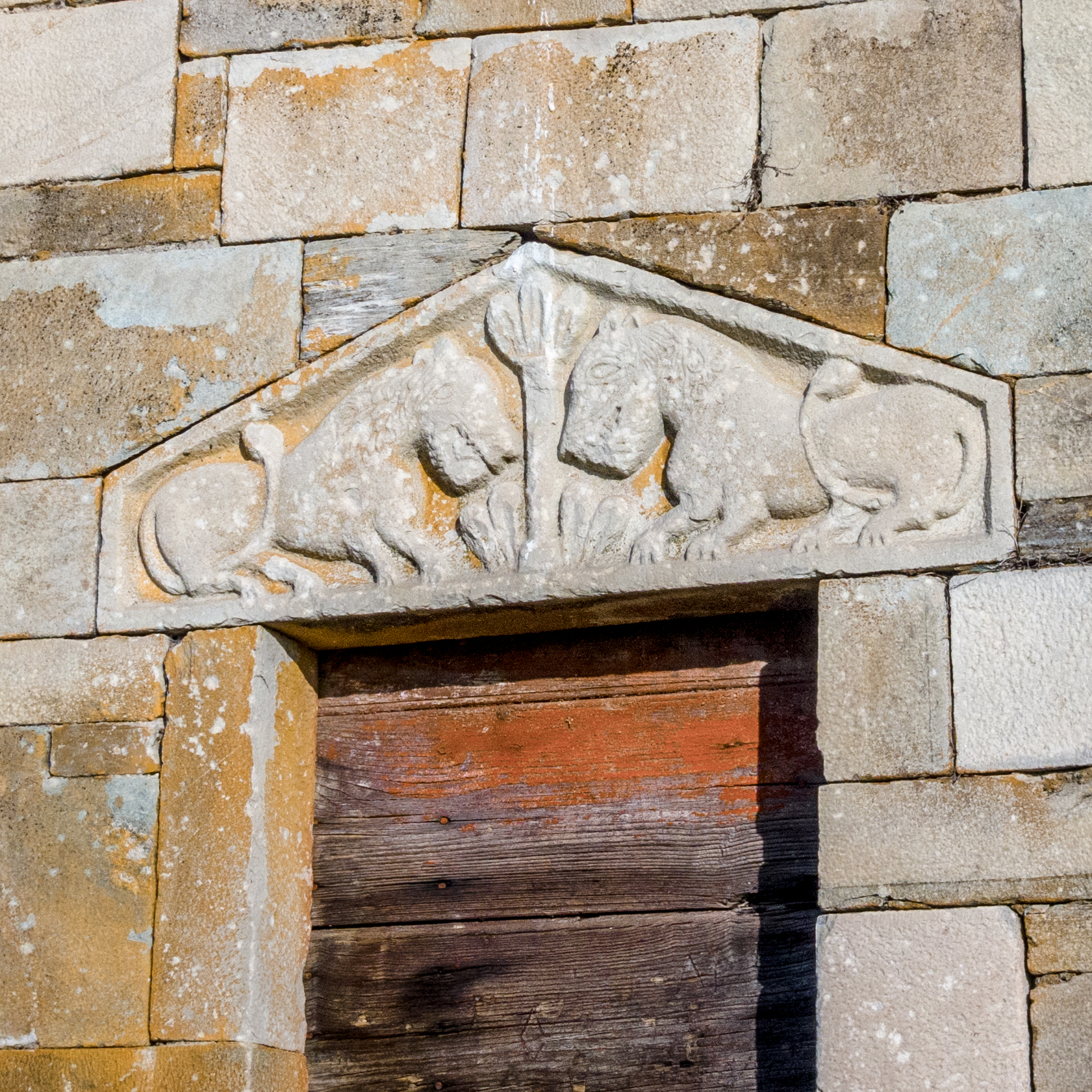
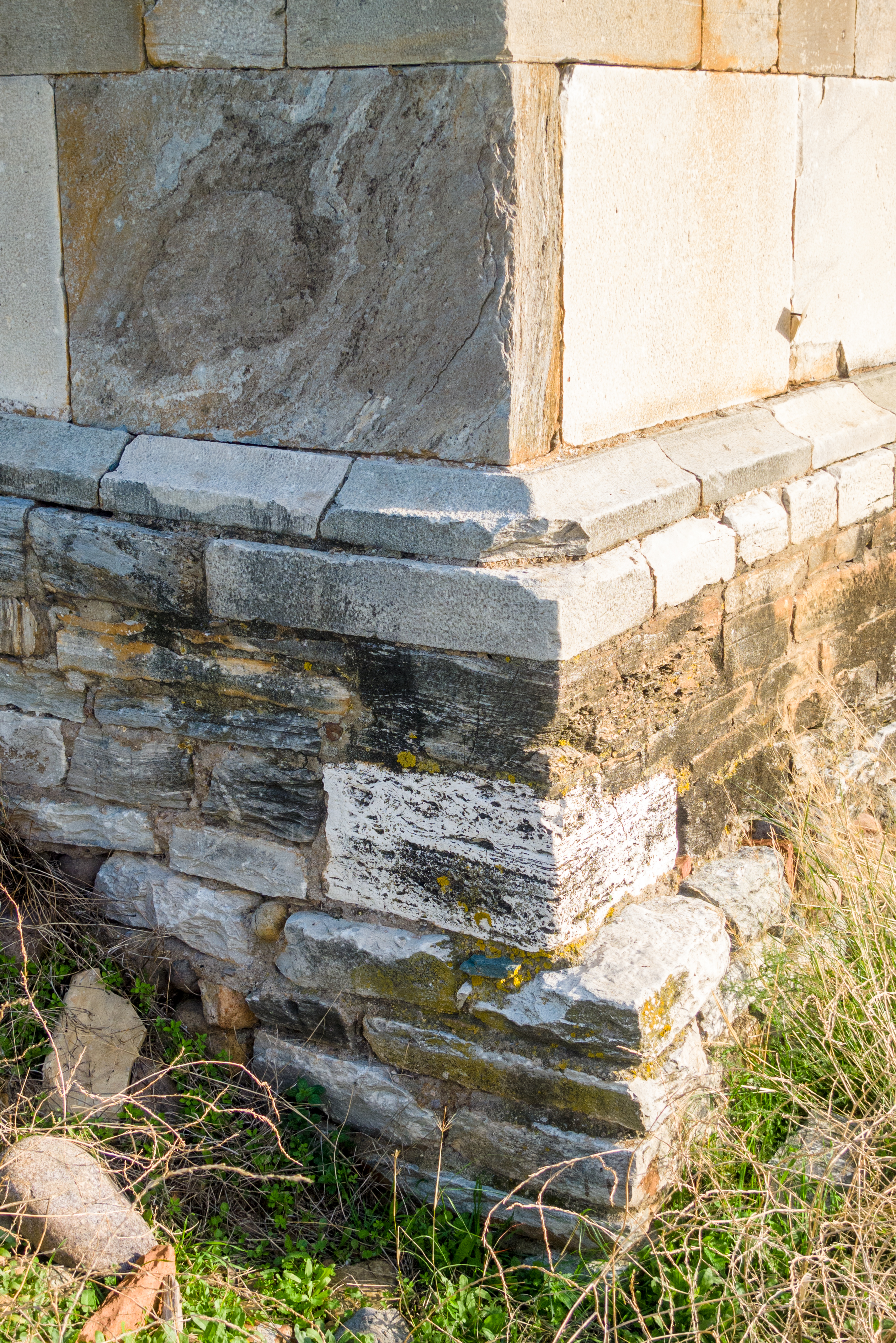